# Stenhomalus bilocularis
Stenhomalus bilocularis är en skalbaggsart som först beskrevs av Thomson 1878.  Stenhomalus bilocularis ingår i släktet Stenhomalus och familjen långhorningar.
Artens utbredningsområde är:
- Angola.
- Kenya.
- Madagaskar.

Inga underarter finns listade i Catalogue of Life.